# Bramscher Pluton
Der Bramscher Pluton (auch Bramscher Massiv) ist ein hypothetischer Pluton aus gabbroidem Gestein, dessen höchster Punkt unterhalb der Stadt Bramsche nordwestlich von Osnabrück liegen soll. Seine Existenz wird bislang ausschließlich durch die Ergebnisse geophysikalischer Untersuchungen mit Hilfe der Geomagnetik, Gravimetrie und Seismik gestützt. Die vergleichsweise hohe Temperatur, der die Gesteine in diesem Gebiet in der geologischen Vergangenheit nachweislich ausgesetzt waren („Hochtemperatur-Diagenese“), wird ebenfalls auf den Bramscher Pluton oder auf durch diesen Pluton aufgeheizte hydrothermale Fluide zurückgeführt.
Jedoch lassen sich alle geologischen Anomalien auch durch eine ungewöhnlich tiefe Versenkung und einen späteren Wiederaufstieg des Gesteinsverbandes in der Bramscher Gegend erklären. Ähnliche Erscheinungen an anderen Orten in der Umgebung von Osnabrück werden ebenfalls durch hypothetische Plutone erklärt, die jeweils mit eigenen Namen belegt sind: Massiv von Vlotho, Massiv von Uchte, Massiv von Loccum usw.

## Intrusion
Nach dem in der zweiten Hälfte des 20. Jahrhunderts erarbeiteten Modell einer Intrusion stieg während der Kreidezeit unter dem südwestlichen Niedersächsischen Becken Magma auf und erstarrte in einer Magmakammer, die 150 km mal 50 km groß war. Das Magma drang zwischen die mesozoischen Schichten und die Schichten des Altpaläozoikums in der Erdkruste vor. Es stieg bis in eine Höhe von 5 km unterhalb der Erdoberfläche auf und erstarrte dort als Lakkolith. Dadurch erhitzte es die überlagernden Gesteinsschichten und unterzog diese einer Metamorphose. Die Temperaturen erreichten im zentralen Bereich der Hebungen, die jetzt etwa 1,5 km unter Bramsche liegen, Werte von etwa 400 °C und im Raum Vehrte noch etwa 250 °C (heute etwa noch 40 °C).

## Inkohlung und Hebung
Die Erhitzung veränderte die Eigenschaften und Zusammensetzungen der umliegenden Gesteine. Die in den Oberkarbonschichten der Region vorkommenden Kohleflöze (Ibbenbürener Steinkohlenrevier) wurden stark inkohlt. Auch die erdgeschichtlich jüngeren Kohlen wie etwa die Wealdenkohle und andere organische Reste in den Gesteinen weisen im Vergleich zum Ruhr- und Saarrevier einen hohen Inkohlungsgrad auf.
Des Weiteren wurden die Schichten angehoben, wie es beim Piesberg, Ibbenbürener Bergplatte und Hüggel geschah. Eisen-, Blei- und Zinkerze bildeten sich. Sie wurden aus verschiedenen Gesteinsschichten mobilisiert und hydrothermal in Störungen und Klüften ausgefällt. Die Sandsteine des Buntsandsteins erhielten durch die intensive Einkieselung der Feldspate eine besonders hohe Festigkeit. Der Posidonienschiefer bei Vehrte entstand durch die Hitzeeinwirkung aus Ölschieferschichten.